# 王利民 (1968年)
王利民（1968年11月25日—），前康宏環球董事局主席兼執行董事。於2017年因廉政公署展開「海豚行動」調查「謎網五十」事件而被公司停職。王利民自大學畢業後從事建築業。因大學同學涉足金融業而轉行經營金融及保險產品。及後於1998年加入康宏環球，由保險管理師做起，直至2010年出任董事局主席。在商界以外，王利民熱愛跑步運動，又曾分別於蘋果日報和am730撰寫專欄「筆值一哂」以及「不競而走」。

## 背景
王利民早年就讀位於九龍美孚的地利亞英文小學（1981年小六）和油尖旺區的聖芳濟書院（1986年第31屆中五，與審計署署長、前選舉管理委會界別議員林智遠為同學）。之後入讀香港理工學院修讀建築技術與管理學高級文憑，與康宏環球（01019）前副主席馮雪心和妻子關鳳貞為同學。另外在校時為1988年香港理工大學學生會中國事務委員會主席。又當過兼職保險銷售員。他在1990年畢業後投身建築界，然後在1997年與另一名朋友合資開設了一間銷售投資相連保險產品的中介代理公司，從事金融服務工作。至1998年11月加入康宏環球。王利民加入康宏前於多間於香港設立的金融公司任職保險顧問，當中包括紐西蘭人壽保險（百慕達）有限公司、鵬利保險（百慕達）有限公司及國民華豐有限公司。他在1995年獲美國壽險管理學會委任為美國壽險管理學會壽險管理師。也是香港獨立理財顧問協會有限公司的創辦委員與榮譽秘書。
於金融界任職多年，王利民在2010年3月12日獲委任為康宏金融執行董事兼主席。但在2017年12月8日繼康宏環球前副主席馮雪心、執行董事陳麗兒以及隆成金融前行政總裁麥光耀之後，被廉政公署拘捕以協助調查，同日起被暫停職務。是次調查行動主要針對資深投資者大衛·韋伯發表的文章〈迷之網絡：50隻不能買的港股〉（The Enigma Network: 50 stocks not to own）有關；而康宏環球和隆成金融皆為其中兩個「謎網集團」。此外，王利民與其餘27名相關人士其後被康宏環球聯及其兩間附屬公司入禀香港高等法院，控告其工作失職導致公司出現重大財務損失及損害，需要賠償損失。有關案件仍在排期審理當中。

## 個人生活
王利民是一名長跑愛好者，經常參加香港及國際/慈善馬拉松比賽；他曾在2015年以第三名完成一百公里南極馬拉松賽事，為史上首位征服南極馬拉松的香港人。亦曾挑戰非洲撒哈拉沙漠的馬拉松比賽。他在39歲接受身體檢查時發現血管栓塞，需要服降血脂藥。後在2015年至2016年在D100網上電台主持節目《瘋中三子》。王利民在回饋學校的層面上曾作出貢獻。他在2014年與公民黨秘書長賴仁彪和其餘香港理工大學舊生因不滿發展商俊和發展集團終止與院校的獎學金贊助及合作，於是決定無條件向理工大學捐出獎學金。另外，在政治立場上，他支持泛民主派。相關的立場可見於其個人面書的貼文。在2015年，王利民與郭富城、陳可辛、黃子華以及胡燦森一同獲得2015香港Esquire「Man At His Best大奬」。

## 節目主持
- 2016年：《晚吹》‧《No Money No Talk》（ViuTV）

## 節目嘉賓
- 2015年：《香港有你》（香港電台）[45]
- 2016年：《與CEO進餐》（無綫電視）
- 2016年：《好好過日子》（香港電台）[46]
- 2017年：《喜出望外－何家姊妹何家餐》（奇妙電視）

## 個人創作
- 2015年：《主席 煮食》（ISBN：9789881317858）
- 2016年：《極地狂RUN》（ISBN：9789888292981）[47]
- 2016年：《主席 煮意》（ISBN：9789888395316）[48]